# 陶尔曹尔
陶尔曹尔，是匈牙利包尔绍德-奥包乌伊-曾普伦州所辖的一个村。总面积53.73平方公里，总人口2912，人口密度54.2人/平方公里（2011年1月1日）。